# Jacqueline Dauriac
Pour les articles homonymes, voir Dauriac.
Jacqueline Dauriac, née à Tarbes, est une artiste plasticienne française. Elle vit et travaille à Ivry-sur-Seine.

## Biographie
Elle enseigne l'art à Grenoble et à Nantes.
Le travail de Jacqueline Dauriac s'inscrit dans l'art conceptuel français. Elle ne produit pas d'objets mais des dispositifs sensibles dans lesquels le spectateur ou spectatrice fait partie. Son intervention se situe au niveau de la perception. Elle joue sur le trouble et le plaisir  du regardeur. Plutôt que d'installation in situ, elle préfère parler d'intervention « in senso ». Elle va travailler sur la lumière et en jouer pour fausser les perceptions.
Dans les années 1970, elle fait partie de l’avant-garde.  En 1975, Jacqueline Dauriac expose au Musée d’art moderne de la Ville de Paris, sous le commissariat de Suzanne Pagé, dans un mouvement de libération de la femme.
Dans les années 1990, elle intervient dans le cadre de commandes publiques. En 1999, elle réalise une installation pour le parking de la rue de Flandre à Paris. 
En 2000, Traverser le plan J. est une installation dans la Cité des Territoires à Grenoble faite de diodes roses disposées du sol au plafond. Cela forme un plan incliné symbolisant la jouissance et la joie de vivre. Elle a imaginé cette installation lors d’un séjour à Tahiti.
En 2000, pour les docks du Havre, elle colorie les citernes apportant un décor lumineux.
En 2007, elle a participé avec le plasticien Claude Lévêque à « L'Emprise du lieu » à Reims, commissaire Daniel Buren, dans le domaine Pommery (Vranken-Pommery Monopole) où elle propose Vertigo une exploration par la lumière de la sensation de vertige.
En 2012, elle réalise  pour la Nuit Blanche de Paris Suivez mon panache rose.  Elle va colorer et ainsi magnifier les fumées de l'usine de retraitement de déchets d'Ivry-sur-Seine.
En 2012, dans le parking des Brotteaux à Lyon,  Jacqueline Dauriac réalise « Soyons soyeux ! »,  sorte de robe qui enveloppe la trémie des ascenseurs, pour un hommage au travail de la soie. Aux couleurs changeantes et chattoyantes, cette installation haute de 15 mètres traverse les cinq étages du parking.

## Expositions et installations
- Dauriac, Musée d'art moderne de la Ville de Paris,   1975
- Jacqueline Dauriac, Exposition,  Musée d'art moderne de la Ville de Paris, 1984
- Nous sommes venues pour sourire, performance, Centre Georges Pompidou, Paris, 1982
- Dauriac, exposition personnelle, Galerie Bertin, Lyon, 1984
- Collection Souvenir, Le Nouveau Musée, Villeurbanne, 1986

- Dauriac – Tchatch in Light, exposition personnelle, Galerie Pailhas, Marseille, 1987

- Dauriac, exposition personnelle, Galerie René Blouin, Montréal, Canada, 1987

- Hommage à Mme Gisèle Guillery, fleuriste, exposition personnelle, Centre d’Art Contemporain La Criée, Rennes, 1987
- Jacqueline Dauriac, exposition personnelle, Le Nouveau Musée, Villeurbanne, 1989

- Tout va très bien, Madame la Marquise, exposition personnelle, Château d’Amboise, 1990

- Jacqueline Dauriac 1983-1989, exposition personnelle, Musée de La Roche sur Yon, 1990

- Dauriac, exposition personnelle, Galerie Gimel, Jérusalem, Israël, 1990

- Petite suite lumineuse à accompagnement, Le Magasin, Grenoble, 1990
- Ca va Pluto bien, Galerie Fernand Léger, Ivry-sur-Seine, 2018